# Sergei Terehhov
Sergei Terehhov (Pärnu, 18 de abril de 1975) é um ex-futebolista e treinador de futebol estoniano de ascendência russa que atuava como meio-campista. Atualmente está sem clube.
Nos tempos de União Soviética, seu nome era russificado para Sergei Anatolievich Terekhov.

## Carreira em clubes
Em seu país, defendeu Tervis Pärnu, Pärnu Kalev, Tallinna Sadam, Flora Tallinn, TVMK e Nõmme Kalju, onde encerrou a carreira aos 39 anos, em 2014. Também passou pelo futebol da Escandinávia, onde jogou por Brann (Noruega), Haka e Honka (ambos da Finlândia), além de ter atuado por 2 temporadas no Shinnik Yaroslavl, que disputava a Premier League Russa (2005 a 2006). Pelo Nõmme Kalju, foi campeão estoniano em 2012. Voltaria a jogar em 2014, no time B dos Roosad Pantrid (em paralelo com as funções de diretor esportivo) antes de fazer sua estreia como treinador no mesmo ano.

## Seleção Estoniana
Terehhov estreou pela seleção da Estônia em julho de 1997, contra a Lituânia, em jogo válido pela Copa Báltica. Em uma década atuando pelos Sinisärgid, o meia disputou 94 jogos e marcou 5 gols.

## Carreira de treinador
Terehhov foi anunciado como técnico do Nõmme Kalju em dezembro de 2014, substituindo Igor Prins. Foi "rebaixado" para auxiliar-técnico em setembro do ano seguinte, durante as passagens de Getúlio Fredo, Sergey Frantsev, Roman Kozhukhovskyi e Marko Kristal, além de jogar nos times B e C até 2018, quando se aposentou em definitivo da carreira de jogador aos 43 anos.
Entre 2021 e 2022, foi assistente de Denis Belov no TJK Legion, e seu último trabalho como técnico foi no Narva Trans, em 2023, vencendo a Copa da Estônia pela segunda vez na carreira (havia sido campeão na edição de 2014–15).

## Títulos

### Como jogador
Nõmme Kalju
- Meistriliiga: 2012

Haka
- Campeonato Finlandês: 2004
- Copa da Finlândia: 2002

### Como treinador
Nõmme Kalju
- Copa da Estônia: 2014–15

Narva Trans
- Copa da Estônia: 2022–23

### Individuais
- Futebolista Estoniano do Ano: 1998
- Treinador do mês da Meistriliiga: Agosto de 2018[6], Abril de 2015[7], Julho de 2015[8]